# Liste des sénateurs belges (législature 2019-2024)
Pour les articles homonymes, voir Liste des sénateurs belges.
Liste des sénateurs belges pour la législature 2019-2024, par ordre alphabétique.
Les 60 sénateurs se répartissent comme suit:
- 50 sénateurs des entités fédérées (Élections régionales belges de 2019):
  - 29 néerlandophones:
    - désignés par le parlement flamand, issus du parlement flamand ou du groupe linguistique néerlandophone du parlement de Bruxelles-Capitale  (incluant au moins 1 domicilié dans la région de Bruxelles)

  - 20 francophones :
    -  10 désignés par le parlement de la Communauté française de Belgique en son sein, dont au moins 3 domiciliés dans la région de Bruxelles-Capitale (le cas échéant, l'un d'eux peut ne pas être membre du Parlement de la Communauté française mais uniquement du groupe linguistique francophone du parlement de la région bruxelloise) ;
    - 8 désignés par le Parlement de Wallonie en son sein ;
    -  2 désignés par le groupe linguistique francophone du parlement de la Région de Bruxelles-Capitale en son sein.

  - 1 germanophone:
    - désigné par le parlement de la Communauté germanophone en son sein.
- 10 sénateurs cooptés, dont:
  - 4 élus par les 20 sénateurs francophones
  - 6 élus par les 29 sénateurs néerlandophones

## Bureau

### Président
- Stephanie D'Hose (Open VLD) remplace Sabine Laruelle (MR)

### Vice-présidents
- Andries Gryffroy (N-VA)
- Fourat Ben Chikha (Ecolo-Groen)

### Membres du bureau
- Anke Van dermeersch (Vlaams Belang)
- Julien Uyttendaele (PS)

### Présidents de Groupe
- N-VA : Karl Vanlouwe
- Ecolo-Groen : Hélène Ryckmans
- Vlaams Belang : Guy D'haeseleer
- PS : Latifa Gahouchi remplace (08.10.19) Christie Morreale
- MR : Jean-Paul Wahl
- CD&V : Sabine de Bethune
- Open Vld : Carina Van Cauter
- PTB-PVDA : Antoine Hermant
- sp.a : Bert Anciaux
- cdH : André Antoine

## Répartition des sièges (60)
| Néerlandophones | Néerlandophones | Néerlandophones | Francophones | Francophones    | Francophones | Francophones  | Francophones | Germanophones | Germanophones  |
| Partis (35)     | Communauté (29) | Cooptés (6)     | Partis (24)  | Communauté (10) | Wallonie (8) | Bruxelles (2) | Cooptés (4)  | Partis (1)    | Communauté (1) |
| sp.a (4)        | 3               | 1               | PS (7)       | 3               | 2            | 1             | 1            | SP (0)        | 0              |
| open vld (5)    | 4               | 1               | MR (6)       | 3               | 2            | 0             | 1            | PFF (1)       | 1              |
| N-VA (9)        | 8               | 1               |              |                 |              |               |              |               |                |
| CD&V (5)        | 4               | 1               | cdH (2)      | 1               | 1            | 0             | 0            |               |                |
| Vl.Bel. (7)     | 6               | 1               |              |                 |              |               |              |               |                |
| Groen (4)       | 3               | 1               | Ecolo (5)    | 2               | 1            | 1             | 1            |               |                |
| PVDA (1)        | 1               | 0               | PTB (4)      | 1               | 2            | 0             | 1            |               |                |
| --------------- | --------------- | --------------- | ------------ | --------------- | ------------ | ------------- | ------------ | ------------- | -------------- |

## Liste des sénateurs (60)

### Collège néerlandophone (35) (29 sénateurs communautaires et 6 cooptés)

#### N-VA (9)
| Nom du sénateur    | Précédent(s) titulaire(s) | Sénateur                                 | Fonction                                                                                        |
| ------------------ | ------------------------- | ---------------------------------------- | ----------------------------------------------------------------------------------------------- |
| Allessia Claes     |                           | Communauté flamande                      |                                                                                                 |
| Mark Demesmaeker   |                           | Coopté                                   | Délégué à l'Assemblée parlementaire à l'OSCE                                                    |
| Maaike De Vreese   |                           | Communauté flamande                      | Déléguée à l'APEM                                                                               |
| Karolien Grosemans |                           | Communauté flamande                      | Déléguée à l'Assemblée de l'OTAN                                                                |
| Andries Gryffroy   |                           | Communauté flamande                      | Vice-Président du Sénat Concertation Délégué à l'Assemblée parlementaire du Conseil de l'Europe |
| Philippe Muyters   |                           | Communauté flamande                      |                                                                                                 |
| Freya Perdaens     |                           | Communauté flamande                      |                                                                                                 |
| Nadia Sminate      |                           | Communauté flamande                      | Déléguée au Groupe de Contrôle parlementaire conjoint spécialisé pour Europol                   |
| Karl Vanlouwe      |                           | Communauté flamande (Région bruxelloise) | Chef de groupe N-VA Concertation                                                                |

#### Vlaams Belang (7)
| Nom du sénateur        | Précédent(s) titulaire(s) | Sénateur            | Fonction                                                   |
| ---------------------- | ------------------------- | ------------------- | ---------------------------------------------------------- |
| Adeline Blancquaert    |                           | Communauté flamande | Déléguée à l'Assemblée parlementaire à l'OSCE              |
| Yves Buysse            |                           | Communauté flamande |                                                            |
| Bob De Brabandere (nl) |                           | Coopté              | Délégué à l'Assemblée parlementaire du Conseil de l'Europe |
| Guy D'haeseleer        |                           | Communauté flamande | Chef de groupe Vlaams Belang Concertation                  |
| Leo Pieters            |                           | Communauté flamande | Délégué à l'Assemblée de l'OTAN                            |
| Klaas Slootmans        |                           | Communauté flamande |                                                            |
| Anke Van dermeersch    |                           | Communauté flamande | Membre du bureau                                           |

#### Open Vld (5)
| Nom du sénateur         | Précédent(s) titulaire(s) | Sénateur                                 | Fonction                                                   |
| ----------------------- | ------------------------- | ---------------------------------------- | ---------------------------------------------------------- |
| Els Ampe                |                           | Communauté flamande (Région bruxelloise) |                                                            |
| Rik Daems               |                           | Coopté                                   | Délégué à l'Assemblée parlementaire du Conseil de l'Europe |
| Stephanie D'Hose        |                           | Communauté flamande                      |                                                            |
| Willem-Frederik Schiltz |                           | Communauté flamande                      |                                                            |
| Carina Van Cauter       |                           | Communauté flamande                      | Cheffe de groupe Open Vld Concertation                     |

#### CD&V (5)
| Nom du sénateur    | Précédent(s) titulaire(s) | Sénateur            | Fonction                           |
| ------------------ | ------------------------- | ------------------- | ---------------------------------- |
| Karin Brouwers     |                           | Communauté flamande |                                    |
| Sabine de Bethune  |                           | Cooptée             | Cheffe de groupe CD&V Concertation |
| Martine Fournier   |                           | Communauté flamande |                                    |
| Orry Van de Wauwer |                           | Communauté flamande |                                    |
| Peter Van Rompuy   |                           | Communauté flamande |                                    |

#### sp.a (4)
| Nom du sénateur  | Précédent(s) titulaire(s) | Sénateur            | Fonction                         |
| ---------------- | ------------------------- | ------------------- | -------------------------------- |
| Bert Anciaux     |                           | Coopté              | Chef de groupe sp.a Concertation |
| Kurt De Loor     |                           | Communauté flamande |                                  |
| Annick Lambrecht |                           | Communauté flamande |                                  |
| Katia Segers     |                           | Communauté flamande |                                  |

#### Groen[2](4)
| Nom du sénateur        | Précédent(s) titulaire(s) | Sénateur                                 | Fonction                                                                    |
| ---------------------- | ------------------------- | ---------------------------------------- | --------------------------------------------------------------------------- |
| Fourat Ben Chikha (nl) |                           | Coopté                                   | Vice-président du Sénat                                                     |
| Stijn Bex              |                           | Communauté flamande                      | Ancien vice-président du Sénat Délégué à l'Assemblée parlementaire à l'OSCE |
| Soetkin Hoessen        | Elke Van den Brandt       | Communauté flamande (Région bruxelloise) |                                                                             |
| Chris Steenwegen       |                           | Communauté flamande                      |                                                                             |

#### PVDA[3](1)
| Nom du sénateur | Précédent(s) titulaire(s) | Sénateur            | Fonction |
| --------------- | ------------------------- | ------------------- | -------- |
| Jos D'Haese     |                           | Communauté flamande |          |

### Collège francophone (24) (10 sénateurs communautaires, 8 wallons, 2 bruxellois et 4 cooptés)

#### PS (7)
| Nom du sénateur              | Précédent(s) titulaire(s) | Sénateur                                  | Fonction                      |
| ---------------------------- | ------------------------- | ----------------------------------------- | ----------------------------- |
| Fatima Ahallouch             |                           | Région wallonne                           |                               |
| Philippe Courard             | Christie Morreale         | Région wallonne                           |                               |
| Jean-Frédéric Eerdekens (nl) |                           | Coopté                                    |                               |
| Nadia El Yousfi              |                           | Communauté française (Région bruxelloise) |                               |
| André Frédéric               |                           | Communauté française                      |                               |
| Latifa Gahouchi              |                           | Communauté française                      | Cheffe de groupe PS           |
| Julien Uyttendaele           |                           | Région bruxelloise                        | Membre du bureau Concertation |

#### MR (6)
| Nom du sénateur         | Précédent(s) titulaire(s) | Sénateur                                  | Fonction                       |
| ----------------------- | ------------------------- | ----------------------------------------- | ------------------------------ |
| Georges-Louis Bouchez   |                           | Coopté                                    |                                |
| Philippe Dodrimont      |                           | Communauté française                      |                                |
| Véronique Durenne       |                           | Communauté française                      |                                |
| Sabine Laruelle         |                           | Région wallonne                           | Présidente du Sénat            |
| Gaëtan Van Goidsenhoven |                           | Communauté française (Région bruxelloise) |                                |
| Jean-Paul Wahl          |                           | Région wallonne                           | Chef de groupe MR Concertation |

#### Ecolo[2](5)
| Nom du sénateur   | Précédent(s) titulaire(s) | Sénateur                                  | Fonction                                  |
| ----------------- | ------------------------- | ----------------------------------------- | ----------------------------------------- |
| Rodrigue Demeuse  |                           | Région wallonne                           | Délégué à l'Assemblée de l'OTAN           |
| France Masai (nl) |                           | Coopté                                    |                                           |
| John Pitseys      |                           | Communauté française (Région bruxelloise) |                                           |
| Hélène Ryckmans   |                           | Communauté française                      | Cheffe de groupe Ecolo-Groen Concertation |
| Farida Tahar      |                           | Région bruxelloise (Communauté française) |                                           |

#### PTB[3](4)
| Nom du sénateur | Précédent(s) titulaire(s) | Sénateur             | Fonction                             |
| --------------- | ------------------------- | -------------------- | ------------------------------------ |
| Antoine Hermant |                           | Région wallonne      | Chef de groupe PTB-PVDA Concertation |
| Laure Lekane    |                           | Communauté française |                                      |
| Samuel Nemes    |                           | Région wallonne      |                                      |
| Ayse Yigit      |                           | cooptée              |                                      |

#### Les Engagés (2)
| Nom du sénateur         | Précédent(s) titulaire(s) | Sénateur             | Fonction           |
| ----------------------- | ------------------------- | -------------------- | ------------------ |
| André Antoine           |                           | Communauté française | Chef de groupe cdH |
| Anne-Catherine Goffinet |                           | Région wallonne      |                    |

### Collège germanophone (1)
| Nom du sénateur  | Titulaire précédent | Partis ou tendances | Fonction |
| ---------------- | ------------------- | ------------------- | -------- |
| Alexander Miesen |                     | (PFF)               |          |

## Commissions

### Commission permanente
- Commission des Affaires institutionnelles : Sabine Laruelle (MR)
- Commission des Matières transversales
- Commission du Renouveau démocratique et de la Citoyenneté

### Comité d'avis
- Comité d'avis pour l'égalité des chances entre les femmes et les hommes
  - Présidente : Latifa Gahouchi (PS)
  - 1re Vice-présidente : Katia Segers (sp.a)
  - 2e Vice-présidente : France Masai (Ecolo)

### Commission mixte
- Comité d'avis fédéral chargé des questions européennes : Karin Brouwers (CD&V)
- Commission parlementaire de Concertation : Sabine Laruelle (MR) et Patrick Dewael (Open Vld, Président de la Chambre des Représentants)